# Het meneer Konijn-lied
Het meneer Konijn-lied is een nummer van de Vrienden van meneer Konijn, een gelegenheidsformatie van bekende Vlamingen en Nederlanders, dat ter gelegenheid van de inzamelactie De wereldreis van meneer Konijn van Q-music werd uitgebracht. 
Het nummer, dat werd geschreven door Miguel Wiels, kwam op 8 december 2012 binnen in de Ultratop 50, stond een week op de hoogste positie en verbleef in totaal drie weken in de hitlijst.

## Zangers
Sharon den Adel van Within Temptation nam de lead vocals voor haar rekening. Zij wordt bijgestaan door Sven Ornelis, Kürt Rogiers, Wine Lauwers, Wim Oosterlinck, Anke Buckinx, Showbizz Bart (presentatoren van Q-music), Vlaams minister Ingrid Lieten, Koen en Kris Wauters, Paul de Leeuw,Jolien Roets, Tom Boonen, Nathalie Meskens, Geert Hoste, Kim Gevaert, Herman Brusselmans, Thibaut Courtois en Stef Wauters.

#### VlaamseUltratop 50
| Hitnotering: 08-12-2012 t/m 05-01-2013 | Hitnotering: 08-12-2012 t/m 05-01-2013 | Hitnotering: 08-12-2012 t/m 05-01-2013 | Hitnotering: 08-12-2012 t/m 05-01-2013 | Hitnotering: 08-12-2012 t/m 05-01-2013 | Hitnotering: 08-12-2012 t/m 05-01-2013 | Hitnotering: 08-12-2012 t/m 05-01-2013 |
| Week:                                  | 1                                      | 2                                      | 3                                      | 4                                      | 5                                      |                                        |
| -------------------------------------- | -------------------------------------- | -------------------------------------- | -------------------------------------- | -------------------------------------- | -------------------------------------- | -------------------------------------- |
| Positie:                               | 2                                      | 1                                      | 3                                      | 4                                      | 24                                     | uit                                    |